# Кремпин, Валериан Александрович
Валериан Александрович Кремпин (1825—1889) — русский журналист.
В 1845 году был выпущен из Дворянского полка в артиллерию.
В 1859—1862 издавал под своей редакцией литературно-общественный журнал «Рассвет; журнал наук, искусств и литературы для взрослых девиц», ставший отголоском прогрессивных стремлений 1860-х и имевший целью развить молодое женское поколение, расширив его умственный кругозор. В «Рассвете» начали свою деятельность известные литературные критики Д. И. Писарев, Н. К. Михайловский, А. М. Скабичевский. Сам Кремпин участвовал в библиографическом обзоре журналов и написал статью: «Державин» (1859, № 10).
Журнал включал отделы словесности, истории, землеописания, естествознания, изящных искусств, педагогики и библиографии. Издание было направлено на обучение и образование женской молодёжной аудитории, в нём публиковались литературные произведения, научные статьи, библиографические обозрения.
В последний год своей деятельности «Рассвет» стал распространяться в мужских учебных заведениях.